# Kronburg
Kronburg – miejscowość i gmina w Niemczech, w kraju związkowym Bawaria, w rejencji Szwabia, w regionie Donau-Iller, w powiecie Unterallgäu, wchodzi w skład wspólnoty administracyjnej Illerwinkel. Leży w Szwabii, około 30 km na południowy zachód od Mindelheimu, nad rzeką Iller.

## Polityka
Wójtem gminy jest Winfried Prinz (CSU/ Freie Wählergemeinschaft), rada gminy składa się z 12 osób.
|      | CSU/Freie Wählergemeinschaft | Razem |
| 2008 | 12                           | 12    |
| 2002 | 12                           | 12    |